# Philautus kempii
Espèce
Synonymes
- Megalophrys kempii Annandale, 1912
- Xenophrys kempii (Annandale, 1912)

Statut de conservation UICN

 DD  : Données insuffisantes
Philautus kempii est une espèce d'amphibiens de la famille des Rhacophoridae.

## Taxinomie
Le type décrit par Annandale sous le nom Megalophrys kempii est en fait un Philautus mais une autre espèce, par erreur, appelée Xenophrys kempii pendant de nombreuses années reste depuis sans nom.

## Répartition
Cette espèce se rencontre de l'État d'Assam en Inde au Tibet en République populaire de Chine. Par ailleurs, sa présence en Birmanie est incertaine.

## Étymologie
Cette espèce est nommée en l'honneur de Stanley Wells Kemp (1882-1945).

## Publication originale
- Annandale, 1912 : Zoological results of the Abor Expedition, 1911-1912. Records of the Indian Museum Calcutta, vol. 8, no 1, p. 7-59 (texte intégral).